# Кочо Павлов
Константин (Кочо) Павлов Василев, наречен Огнянов, е български революционер, деец на Вътрешната македоно-одринска революционна организация.

## Биография
Кочо Павлов е роден в просеченското село Кобалища, тогава в Османската империя, днес в Гърция. Работи като учител в родното си село и в същото време е член на ВМОРО. Участва в Ловчанския конгрес на ВМОРО през лятото на 1906 година. Четник е на Тодор Паница.
По време на Балканската война е доброволец в Македоно-одринското опълчение в 1 рота на 15 щипска дружина, носител е на бронзов медал.
След войните става деец на Македонската федеративна организация. По време на Неврокопската акция на ВМРО през октомври 1922 година, заедно с Паница, Яне Богатинов и Георги Лаков оказва съпротива на ВМРО и успява да се спаси. Първоначално е в Драмско, Гърция, след това заминава за Югославия и заедно с Кръсте Делипапазов и Георги Лаков се установява в Горни Милановац, където според Иван Михайлов, получават по хиляда динара от Белград.